# Daïra de Tsabit
La daïra de Tsabit est une circonscription administrative algérienne située dans la wilaya d'Adrar. Son chef-lieu est situé sur la commune éponyme de Tsabit.

## Communes
La daïra est composée de deux communes : Sebaa et Tsabit.

## Localisation
|  |                 | Charouine |
|  | daïra de Tsabit | Aougrout  |
|  | Adrar           | Fenoughil |

## Santé
Cette daïra abrite hôpitaux, salles de soins, polycliniques et maternités qui relèvent de la Direction de la Santé et de la Population (DSP) de la wilaya d'Adrar ainsi que du Ministère de la Santé, de la Population et de la Réforme hospitalière.
Les consultations spécialisées ainsi que les hospitalisations des habitants de cette daïra se font dans l'un des hôpitaux de la wilaya d'Adrar:
- Hôpital Ibn Sina d'Adrar[2].
- Hôpital Mohamed Hachemi de Timimoun[3].
- Hôpital de Reggane.
- Hôpital Noureddine Sahraoui d'Aoulef[4].
- Hôpital de Bordj Badji Mokhtar[5].
- Hôpital de Zaouiet Kounta[6].
- Pôle hospitalier de Tililane[7].
  - Hôpital général de 240 lits[8].
  - Hôpital gériatrique de 120 lits.
  - Hôpital psychiatrique de 120 lits.
  - Centre anti-cancer de 120 lits.

### Salles de soins
Cette daïra chapeaute salles de soins sur un total de 171 salles de soins que compte la wilaya d'Adrar.
Ces salles de soins sont érigées dans la banlieue de cette daïra pour accueillir les citoyens.
- Salle de soins de: Ksar.
- Salle de soins de: Ksar.

### Polycliniques
Cette daïra chapeaute polycliniques sur un total de 29 polycliniques que compte la wilaya d'Adrar.
- Polyclinique de: Ksar.
- Polyclinique de: Ksar.

### Maternités
Cette daïra chapeaute maternités sur un total de maternités que compte la wilaya d'Adrar.
- Maternité de: Ksar.
- Maternité de: Ksar.